# UMIT Tirol
Die UMIT Tirol – Private Universität für Gesundheitswissenschaften und -technologie ist in Hall in Tirol beheimatet. Nach Außen tritt sie als Die Tiroler Privatuniversität UMIT TIROL auf. Die Hochschule wurde 2001 in Innsbruck unter dem Namen Private Universität für Medizinische Informatik und Technik Tirol gegründet. Träger der privatrechtlich organisierten Universität sind das Land Tirol mit 90 Prozent und die Leopold-Franzens-Universität Innsbruck mit 10 Prozent.

## Geschichte
Die heutige UMIT wurde 2001 als eine Tochtergesellschaft der Tirol Kliniken GmbH – vormals (bis 23. Juni 2015) TILAK Tiroler Landeskrankenanstalten – (74,93 %) und der Tiroler Zukunftsstiftung (25,07 %) gegründet.
Der Tiroler Landesrechnungshof kritisierte 2004 in seinem Prüfbericht, dass die Gründung und der Betrieb einer Privatuniversität durch die damalige Tiroler Landeskrankenanstalten GmbH „eine sehr weite Auslegung des im Gesellschaftsvertrag verankerten gesundheitspolitischen Auftrages“ darstellen würde und die Tiroler Landesregierung es unterlassen hatte, vor der Gründung der Hochschule den Landtag zu befassen. Kritisiert wurde auch das geübte Bestellverfahren für Lehrende, die akademische Ausrichtung sowie die geringe Zahl an Studierenden. Als Konsequenz des Rechnungshofberichts kündigte die damalige ressortzuständige Landesrätin Anna Hosp im Herbst 2006 eine Strukturreform an. Im Umsetzung dieser Reform wurde das Land Tirol Alleineigentümer der Trägergesellschaft der Hochschule.
Am 13. September 2010 hob der ÖAR die Akkreditierung für das Doktoratsstudium Gesundheitswissenschaften aufgrund der mangelhaften Betreuung der Studierenden  sowie wegen schwerer Mängel sowohl in der Durchführung als auch in der wissenschaftlichen Ausrichtung des Studiums auf. Auch die mangelnde Qualität der Dissertationen wurde beklagt, so wurden etwa im Fach Gesundheitswissenschaften Dissertationen abgelegt, die keinerlei Bezug zur Gesundheit hatten und somit eigentlich nicht hätten akzeptiert werden dürfen. Nach einer externen Begutachtung erteilte der ÖAR 2011 sieben neuen Doktoratsstudiengängen an der UMIT Tirol die Akkreditierung.
Im Studienjahr 2012/13 wurde mit 432 Studienanfängern ein neuer Höchststand erreicht. 2014 wurde der Studienbetrieb in Landeck aufgenommen.
2020 änderte die Universität nach einer rechtlichen Auseinandersetzung mit dem Massachusetts Institute of Technology ihren Markennamen in UMIT TIROL – Die Tiroler Privatuniversität.
Im Oktober 2024 wurde vom Land Tirol das Dienstverhältnis mit der erst 2023 für fünf Jahre wiederbestellten Rektorin Sandra Ückert vorzeitig aufgelöst.

## Standorte
Die UMIT unterhält neben dem Campus in Hall weitere Studienzentren an verschiedenen Standorten, so seit 2014 in Landeck und 2016 in Lienz.

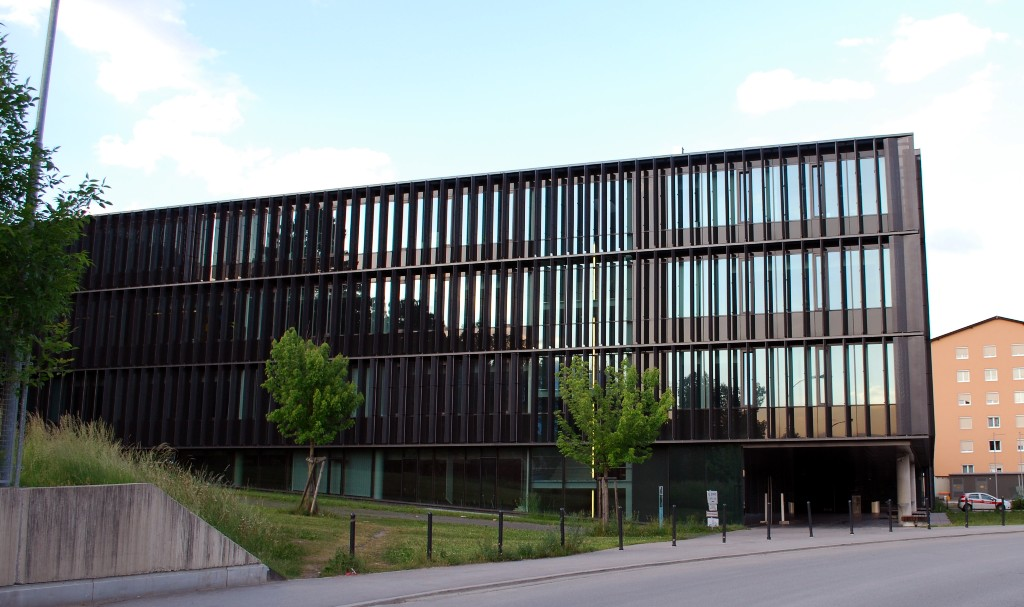
Eduard-Wallnöfer-Zentrum der UMIT

## Bekannte Angehörige
- Ursula Gresser (* 1957), Internistin und Rheumatologin, seit 2012 Professorin
- Peter R. Steiner (* 1955), Krankenhausmanager und Honorarprofessor für Medizinrecht
- Reinhold Haux, Universitätsprofessor für Medizinische Informatik an der Technischen Universität Braunschweig, 2001–2004 Gründungsrektor der UMIT, 2007–2010 Präsident der International Medical Informatics Association